# Пак Чинён
Пак Чинён (кор. 박진영, 朴軫永; род. 13 декабря 1971, Сеул), также известный как J. Y. Park или JYP (Джей Вай Пи), — южнокорейский певец, композитор и музыкальный продюсер. Основатель и руководитель JYP Entertainment, одной из крупнейших звукозаписывающих компаний и агентства по поиску талантов Южной Кореи.
Его самые известные песни как певца — «Don’t Leave Me», «Elevator», «She Was Pretty», «Honey», «Kiss», «Your House». На собственном лейбле JYP Entertainment он продюсирует и пишет песни для таких исполнителей, как Рейн, g.o.d, Пак Чи Юн, Бёл, 2AM, 2PM, miss A, 15&, TWICE, Wonder Girls, Itzy, BOY STORY, Nmixx, NiziU, Got7, Stray Kids , NEXZ и Xdinary Heroes.

## Биография
Пак родился в Сеуле. Окончил университет Ёнсе по специальности «Геология».

### Музыкальная карьера
В 1992 году Пак дебютировал как лидер группы Park Jin-Young and the New Generation, но успеха она не добилась. В 1994 году дебютировал как сольный певец с альбомом Blue City (в частности, на нём была песня «Don’t Leave Me»), и на этот раз к нему пришёл успех.
К настоящему времени у Пака вышло семь альбомов. За Blue City последовал второй альбом Tantara в 1995 году. Третий альбом Summer Jingle Bell (с песней «She Was Pretty») вышел в 1997 году, а четвёртый Even After 10 Years (с песней «Honey») в 1998 году. Седьмой альбом Back To Stage (с песней «Kiss») увидел свет в 2007 году. Кроме того, Пак написал и спродюсировал более тридцати одного попавшего в чарты сингла и 25 альбомов для различных южнокорейских исполнителей, включая Рейна и группу Wonder Girls.
Пак также стал первым продюсером из Азии, которому удалось успешно работать с американскими исполнителями — он работал как музыкальный продюсер с Уиллом Смитом, Мейсом и Кэсси
В октябре 2009 года Пак Чинён стал в партнёрстве с Рейнстоуном первым корейским автором (авторами), песня которого (которых) попала в «горячую сотню» «Билборда». (Написанная ими песня «Nobody» в исполнении группы Wonder Girls дебютировала в чарте на 76 месте).

### JYP Entertainment
Пак Чинён основал JYP Entertainment в 1997 году, до 2001 года компания называлась «Tae-Hong Planning Corporation».

Аббревиатура «JYP» в названии — инициалы Пак Чинёна (J.Y. Park).

В настоящее время JYP Entertainment входит в четверку самых влиятельных звукозаписывающих компаний Южной Кореи.

## Дискография

### Студийные альбомы
- 1994: Blue City
- 1995: Tantara
- 1997: Summer Jingle Bell
- 1998: Even After 10 Years
- 1998: Kiss Me
- 2001: Game
- 2007: Back To Stage

### Мини-альбомы (EP)
- 2009: Sad Freedom
- 2012: Spring — 5 Songs for 1 New Love
- 2013: Halftime

### Синглы
- 2022:Groove Back

## Награды
| Год  | Награда |
| ---- | --- |
| 1997 | Лучше всего одетая персона по версии Model Line                                                               |
| 1997 | KBS Popular Song Grand Prize — Певец-тинейджер                                                                |
| 1997 | SBS Popular Song Grand Prize — Аранжировка года                                                               |
| 1999 | SBS Popular Song Grand Prize — Композитор года                                                                |
| 2000 | SBS Popular Song Grand Prize — Композитор года                                                                |
| 2000 | SBS Popular Song Grand Prize — Автор песен года                                                               |
| 2000 | SBS Popular Song Grand Prize — Продюсер года                                                                  |
| 2001 | Daily Sports Popular Song Grand Prize — Певец-тинейджер года                                                  |
| 2001 | Seoul Popular Song Grand Prize — Композитор года                                                              |
| 2001 | SBS Popular Song Grand Prize — Композитор года                                                                |
| 2001 | SBS Popular Song Grand Prize — Композитор года                                                                |
| 2001 | Best Music Video Award в категории R&B                                                                        |
| 2001 | Mnet Asian Music Awards — Лучшая работа в стиле R&B за песню «I Have a Girlfriend»                            |
| 2001 | KBS Popular Song Grand Prize — Композитор года                                                                |
| 2001 | Seoul Popular Song Grand Prize — Композитор года                                                              |
| 2002 | SBS Popular Song Grand Prize — Продюсер года                                                                  |
| 2007 | Лучше всего одетая персона года по версии Model Line                                                          |
| 2007 | 100 самых влиятельных авторов года                                                                            |
| 2007 | Корейским президентом Ли Мён Баком назначен на должность Личного консультанта Совета по планирования будущего |
| 2009 | Mnet Asian Music Awards — Лучший азиатский композитор                                                         |
| 2012 | Mnet 20’s Choice Awards — 20’s Do Don’t                                                                       |
| 2015 | Best Male Artist                                                                                              |
| 2015 | Best Producer                                                                                                 |